# Aleksandr Drevin
Aleksandr Davydovich Drevin (em letão:  Aleksandrs Rūdolfs Drēviņš, em russo:  Александр Давыдович Древин, {3 de julho de 1889, Cēsis, Letónia – 26 de fevereiro de 1938, Moscovo) foi um pintor Letão.
Drevin frequentou a escola artística de Riga, tendo-se mudado para Moscovo em 1914. Foi aluno de Kuzma Petrov-Vodkin. Entre 1920 e 1921 foi membro do Inkhuk, que abandonaria mais tarde juntamente com Wassily Kandinsky, Ivan Kliun e Nadezhda Udaltsova, devido ao manifesto Construtivista-Produtivista que apelava à rejeição da pintura de cavalete. Drevin tornou-se professor de pintura na Vkhutemas. Em 1922 foi enviado para organizar a Primeira Exposição de Arte Russa na Galeria Van Diemen em Berlim. No mesmo período chegou a percorrer a Rússia deslocando-se ao Cazaquistão e Arménia. O artista participou também da Exposição "Artistas da URSS dos últimos 15 anos" em 1932 em Leningrado, e em 1934 em Moscou.
Drevin pintava frequentemente sob uma estética primitivista e brutalista, sem qualquer conteúdo de cariz político ou sem qualquer propósito. As suas pinturas têm sido comparadas com as de Vlaminck. A sua obra é intencionalmente desposjada de ilusionismo e decorativismo.
Foi casado com Nadezhda Udaltsova. Foi preso pelo NKVD em 17 de Janeiro de 1938 e executado em 26 de Fevereiro.